# الدرتون (واشینگتن)
الدرتون، واشینگتن (به انگلیسی: Alderton, Washington) یک منطقهٔ مسکونی در ایالات متحده آمریکا است که در ایالت واشینگتن واقع شده‌است.

## خصوصیات
الدرتون ۲٬۸۹۳ نفر جمعیت دارد.